# Età dell'universo
Viene comunemente chiamata età dell'universo il tempo stimato dall'evento del Big Bang, che, sulla base del modello Lambda-CDM, è di 13,787 miliardi di anni, con un'incertezza di circa 20 milioni di anni. La gamma di incertezza deriva da un certo numero di ricerche scientifiche concordanti.
Varie misurazioni consentono di stimare con relativa accuratezza l'età dell'universo, in particolare le misure della sua espansione permettono di calcolarne un tempo probabile di inizio, mentre quelle della radiazione cosmica di fondo considerano il suo tempo di raffreddamento.
Secondo una teoria del fisico indiano Rajendra Gupta (Modello CCC+TL), formulata sulla base di osservazioni col telescopio spaziale James Webb effettuate nel 2023, l'età dell'universo potrebbe essere molto maggiore, retrodatando il Big Bang ad almeno 26,7 miliardi di anni.

## Spiegazione
Il modello Lambda-CDM descrive l'evoluzione dell'Universo da uno stato primordiale denso, caldo e uniforme a quello presente lungo una fascia di 13,8 miliardi di anni di tempo cosmologico; questo modello è ben noto e compreso teoricamente e fortemente supportato da recenti osservazioni astronomiche ad alta precisione come quelle del WMAP. Al contrario, le teorie sull'origine dello stato primordiale restano solo allo stato speculativo. La teoria dominante, quella dell'inflazione cosmica, come il recente scenario ekpirotico, suggerisce che il cosmo originato dal Big Bang che noi osserviamo potrebbe essere parte di un universo più grande con proprietà fisiche completamente diverse e con una storia che si estende sicuramente prima di 13,8 miliardi di anni. Come verificare queste idee tuttavia non è certo chiaro, né semplice.
Se si estrapola il modello lambda-CDM all'indietro rispetto al primissimo stato conosciuto, questo raggiungerebbe istantaneamente (in una piccola frazione di secondo), un valore infinito fisicamente non trattabile, perché non misurabile, un valore che in matematica prende il nome di singolarità. Questa singolarità, pur essendo l'inizio della realtà, ne resta esterna. È però utile per "tarare" il tempo successivo al Big Bang, la storia del nostro universo. Ad esempio, "10−6 secondi dopo il Big Bang" è un'era ben definita nell'evoluzione dell'Universo; in questo modo ha senso dire che la stessa era equivale a "13,8 miliardi di anni meno 10−6 secondi fa", ma questa stima non è applicabile da quando l'ultimo intervallo di tempo passa dall'incertezza del precedente.
Sebbene l'Universo possa avere in teoria una storia più lunga, i cosmologi attualmente usano dire "età dell'Universo" per riferirsi alla durata dell'espansione lambda-CDM, equivalente al tempo trascorso dal Big Bang.

## Limiti osservabili dell'età dell'Universo
Poiché l'Universo deve come minimo avere la stessa età di ciò che di più antico è contenuto al suo interno, molte osservazioni pongono un limite inferiore all'età dell'Universo: queste includono ad esempio la temperatura delle nane bianche più fredde e il punto di cambio delle nane rosse.

## L'età come una funzione dei parametri cosmologici

L'età dell'Universo può essere determinata misurando la costante di Hubble oggi ed estrapolando indietro nel tempo i valori osservati dei parametri di densità (Ω). Prima della scoperta dell'energia oscura, si credeva che l'Universo fosse dominato dalla materia, così Ω in questo grafo corrisponde a. Nota che l'Universo in accelerazione ha l'età più avanzata, mentre l'Universo Big Crunch possiede l'età inferiore.

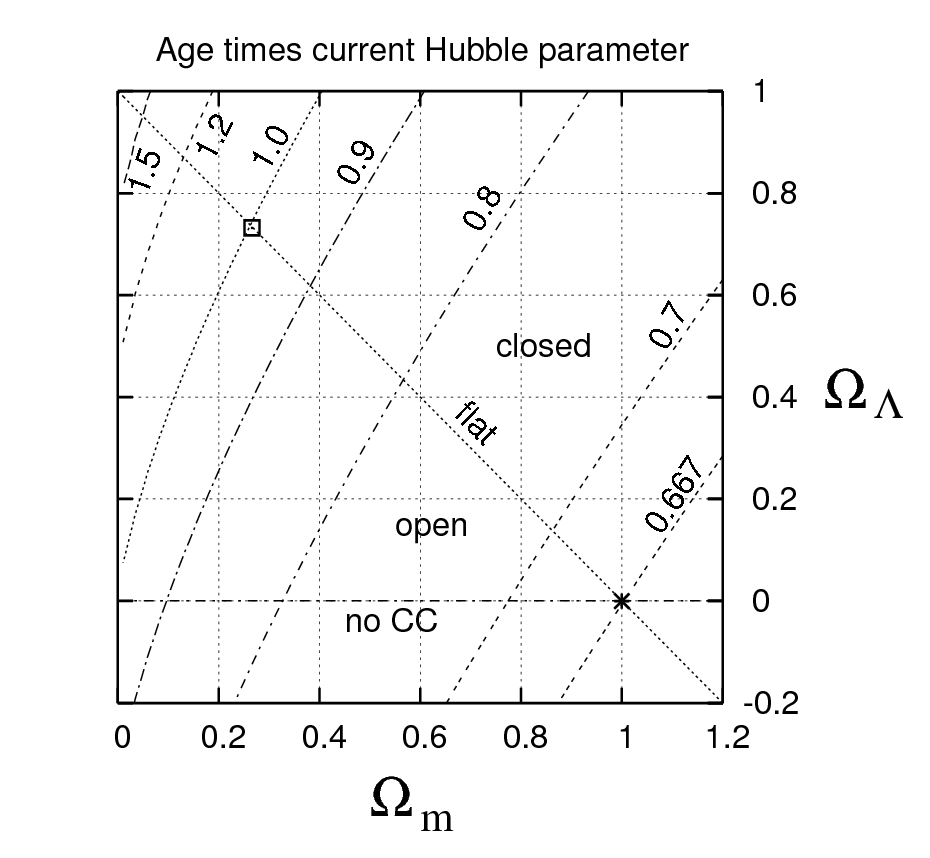
Il valore del fattore di correzione dell'età è mostrato come una funzione di due parametri cosmologici: la densità di materia frazionale corrente e la densità cosmologica costante. I valori più appropriati di questi parametri sono mostrati dal quadratino in alto a sinistra; l'Universo dominato dalla materia è mostrato dalla stella in basso a destra.

Il problema di determinare l'età dell'Universo è fortemente legato al problema della determinazione dei valori dei parametri cosmici. Oggi questo è largamente svolto nel contesto del ΛCDM, dove si assume che l'Universo contenga materia normale (barionica), materia oscura fredda, radiazione (inclusi sia i fotoni che i neutrini) e una costante cosmologica. Il contributo frazionale di ognuno all'attuale densità di energia dell'Universo è data dai parametri di densità {\displaystyle \Omega _{m}}, {\displaystyle \Omega _{r}}, and {\displaystyle \Omega _{\Lambda }}. Il modello esteso ΛCDM è descritto da un certo numero di altri parametri, ma per calcolare l'età questi tre descritti, insieme con il parametro di Hubble {\displaystyle H_{0}}, sono i più importanti.
Se si avessero delle misure accurate di questi parametri, l'età dell'Universo sarebbe determinata usando l'equazione di Friedmann. Questa equazione correla il tasso di cambio del fattore scalare {\displaystyle a(t)} alla materia contenuta nell'universo. Ribaltando questa relazione possiamo calcolare il cambiamento nel tempo per il cambiamento nel fattore scalare e quindi calcolare l'età totale dell'Universo integrando questa formula. L'età {\displaystyle t_{0}} è quindi data da un'espressione nella forma, {\displaystyle t_{0}={\frac {1}{H_{0}}}F(\Omega _{r},\Omega _{m},\Omega _{\Lambda },\dots )}
dove la funzione {\displaystyle F()} dipende solo dal contributo frazionario al contenuto di energia dell'universo che deriva da diversi componenti. La prima osservazione che è possibile estrarre da questa formula è che è il parametro di Hubble che controlla l'età dell'universo, con una correzione che sorge dal contenuto di materia e energia. Quindi una rozza stima dell'età dell'universo si ottiene dall'inverso del parametro di Hubble,
{\displaystyle {\frac {1}{H_{0}}}=\left({\frac {H_{0}}{72\quad {\text{km/(s}}\cdot {\text{Mpc)}}}}\right)^{-1}\times 13,6\quad {\text{Ga}}.}
Per ottenere un valore più accurato si deve calcolare il fattore di correzione {\displaystyle F()}. In generale questo deve essere fatto numericamente, e i risultati per una gamma di valori di parametri cosmologici sono mostrati in figura. Per i valori WMAP ({\displaystyle \Omega _{m}},{\displaystyle \Omega _{\Lambda }}) = (0,266,0,732), indicati dal quadratino nell'angolo superiore sinistro della figura, questo fattore di correzione è quasi uno: {\displaystyle F=0,996}. Per un universo piatto senza alcuna costante cosmologica, mostrato dalla stella nell'angolo inferiore destro, {\displaystyle F=2/3} è più piccolo e quindi l'Universo è più giovane per un valore fisso del parametro di Hubble. Per ottenere questa cifra, {\displaystyle \Omega _{r}} viene tenuto costante (equivalente all'incirca a tenere costante la temperatura della radiazione cosmica di fondo) e il parametro della densità di curvatura è fissato dal valore degli altri tre.
La Wilkinson Microwave Anisotropy Probe (WMAP) fu strumentale nello stabilire un'età accurata dell'Universo, anche se altre misurazioni devono essere impiegate per ottenere un numero accurato. Le misurazioni CMB sono eccellenti per restringere i contenuti della materia
{\displaystyle \Omega _{m}} e il parametro di curvatura {\displaystyle \Omega _{k}} non è così sensibile a {\displaystyle \Omega _{\Lambda }} direttamente, in parte perché la costante cosmologica diviene importante solo con un debole spostamento verso il rosso. Le più accurate determinazioni del parametro di Hubble {\displaystyle H_{0}} vengono dalle supernova di tipo Ia. Combinando queste misure si giunge al valore generalmente accettato per l'età dell'universo considerato in seguito.
La costante cosmologica rende l'universo "più vecchio" per il valore fissato degli altri parametri. Questo è significativo, in quanto, prima che la costante cosmologica fosse accettata generalmente, il modello del Big Bang aveva difficoltà a spiegare perché gli ammassi globulari nella Via Lattea sembrano più vecchi dell'età dell'universo come è stato calcolato tramite il parametro di Hubble ed un universo fatto solo di materia. Introducendo la costante cosmologica si dimostra che l'universo è più vecchio di questi ammassi, allo stesso modo come si spiegano altri aspetti che il modello cosmologico basato solo sulla materia non può spiegare.

## L'età basata sul WMAP
Il progetto Wilkinson Microwave Anisotropy Probe (WMAP) della NASA ritiene che l'età dell'universo sia di:
(13,72 ± 0,12) × 109 anni.
Quindi, l'universo ha un'età di circa 13,72 miliardi di anni, con un margine di incertezza di 120 milioni di anni.
Comunque questa età è basata sull'ipotesi che il modello sottostante del progetto sia corretto; altri metodi di stima dell'età dell'universo potrebbero dare differenti età. Considerando, per esempio, un ambiente iniziale con un numero extra di particelle relativistiche, si possono allargare i margini di errore del vincolo di WMAP di un ordine di magnitudine.
Questa misura è fatta usando la posizione del primo picco acustico nello spettro di energia della radiazione cosmica di fondo per determinare la grandezza della superficie di decuplicazione (la taglia dell'universo al momento della ricombinazione). Il tempo di viaggio della luce verso questa superficie (dipendente dalla geometria usata) conduce ad una verificabile età dell'universo. Assumendo la validità dei modelli usati per determinare questa età, la precisione residua conduca a un margine di errore vicino all'uno per cento.
Questo è il valore maggiormente stimato dagli astronomi.

## Ipotesi di forte priorità
Il calcolo dell'età dell'universo risulta accurato solo se le ipotesi che vengono usate nel modello per stimarlo sono esse stesse accurate. Questo si riferisce a priorità forti e essenzialmente implica l'eliminazione dei potenziali errori nelle altre parti del modello per rendere la precisione degli attuali dati di osservazione direttamente nel risultato conclusivo. Sebbene questa non sia una procedura valida per tutti i contesti (come si nota nella nota basata sul fatto che si assume che il modello sottostante usato è corretto), l'età data è così accurata verso l'errore specifico (in quanto questo errore rappresenta l'errore nello strumento usato per raccogliere l'input dei dati grezzi nel modello).
L'età dell'universo basata sul miglior adattamento  ai soli dati del WMAP è 13,59 ± 0,13 miliardi di anni (l'estremo valore superiore di 13,72 include alcuni altri dati mischiati a questi).  Questo numero rappresenta la prima misurazione diretta accurata dell'età dell'universo (altri metodi di solito implicano la legge di Hubble e l'età delle stelle più vecchie negli ammassi globulari, eccetera). È possibile usare metodi differenti per determinare lo stesso parametro (in questo caso l'età dell'universo) ed arrivare a differenti risposte senza ricadere negli errori. Per evitare meglio il problema, è di uso comune mostrare due insiemi di incertezze; uno relativo all'attuale misura e l'altro relativo agli errori sistematici del modello usato.
Una componente importante per le analisi di dati usata per determinare l'età dell'universo (e generalmente per questo dall'WMAP viene usata l'analisi statistica bayesiana, che normalizza i risultati basati sulle priorità (cioè il modello)). Questo qualifica una incertezza nella precisione della misura dovuta al particolare modello usato.